# Direzione generale della ChiantiBanca Credito Cooperativo
La Direzione Generale della ChiantiBanca Credito Cooperativo è un edificio moderno situato a San Casciano in Val di Pesa, in piazza Arti e Mestieri 1.

## Storia
Nel 1984 i dirigenti dell'allora "Cassa Rurale e Artigiana di San Casciano in Val di Pesa", data l'insufficienza dei vecchi locali, decidono di costruire una nuova e più adeguata sede: a tal fine viene individuata l'area dell'ex calzaturificio Mazzini, adiacente al centro storico di San Casciano. L'architetto Roberto Magris viene in un primo momento incaricato (febbraio 1985) del progetto di ristrutturazione del vecchio impianto ma ben presto risulta evidente l'impossibilità di un funzionale utilizzo di quelle strutture.
Viene dunque affidato all'architetto l'incarico per la costruzione di un nuovo edificio: un primo progetto viene prodotto da Magris, che ha nel frattempo coinvolto Cristiano Toraldo di Francia e Alessandro Magris, nel febbraio del 1989 e un secondo nel maggio del 1991, con alcune variazioni funzionali richieste dalla committenza: il progetto definitivo - variato rispetto a quello del 1991 in particolare per quanto riguarda l'esterno (il giardino alberato sul lato est del lotto è stato trasformato in piazza pubblica) - viene approvato in commissione edilizia il 14 ottobre del 1992.
I lavori di demolizione del preesistente opificio sono avviati nel 1993 e la costruzione, eseguita dall'impresa Fabbroni di Bologna, viene eseguita in poco più di due anni: la sede viene ufficialmente inaugurata nell'autunno del 1995 (collaudo statico del 18.10.1995). Dopo essere stato la sede della "Banca del Chianti Fiorentino", a seguito della fusione per unione di quest'ultima con "Banca Monteriggioni Credito Cooperativo", l'edificio dal 26 giugno 2010 ospita la Direzione Generale della "Banca del Chianti Fiorentino e di Monteriggioni Credito Cooperativo", che il 5 luglio 2011 cambia nome in ChiantiBanca Credito Cooperativo.

## Descrizione
La banca sorge in un'area situata a nord del centro storico di San Casciano e attigua all'accesso settentrionale dell'antica cinta muraria, in posizione baricentrica tra il Cassero e la Porta Fiorentina. L'orografia del lotto, più basso rispetto a quella del tessuto entro le mura (tanto che dal cassero si ha una visione totale dell'edificio e delle sue coperture) e con profilo discendente da ovest verso l'asse orientale della via Cassia, ha suggerito ai progettisti un edificio chiuso, quasi fortificato, verso nord ovest e aperto su di una piazza, su due livelli e lastricata in laterizio, verso est. Il lotto di pertinenza, di forma trapezoidale, è delimitato a sud da via dei Fossi, a ovest da via della Libertà, a nord dai giardini delle attigue proprietà e a est da un isolato che separa la piazza inferiore dalla Via Cassia.

### Esterno
L'edificio presenta un impianto articolato e una volumetria compatta, sviluppata su tre piani fuori terra e due seminterrati, e è caratterizzato dalla cortina muraria in laterizio. Dal punto di vista volumetrico e formale l'opera si caratterizza per la commistione di caratteri ripresi dal contesto circostante, che richiamano sia l'architettura fortificata (il torrione cilindrico, le feritoie, l'aggetto con corpo cilindrico della piazza a foggia di spalto) che quella rurale (le murature in filaretto di calcare con ricorsi in laterizio dei fronti a settentrione, la finestra con diaframma in mattoni sul basamento che richiama l'orditura dei fienili).
La banca si attesta sul lato nord-occidentale del lotto, caratterizzato per la rimanente superficie da due piazze, con lastrico in mattoni con ricorsi in marmo e muri di raccordo in laterizio e calcare: quella superiore, dove affacciano gli accessi, accoglie una fontana in marmo e funge da copertura al sottostante auditorium mentre quella inferiore, raccordata alla precedente da due rampe di scale in marmo, si configura come piazza pubblica alberata. L'edificio presenta un impianto a "C" caratterizzato all'estremità meridionale da un corpo cilindrico - scandito verticalmente da paraste contenenti finestre quadrate, al quale si affianca il corpo curvilineo del vano scale - e sul fronte verso la piazza da un portico gigante - pilastri circolari in mattoni con ricorsi in cemento bianco risaltanti dal retrostante paramento metallico di colore verde - la cui struttura ramificata porta il sovrastante tetto in rame. I rimanenti fronti, molto meno finestrati rispetto a quello della piazza, presentano cortine in laterizio sui lati brevi mentre il retro dell'edificio è caratterizzato da un compatto basamento in calcare e mattoni sul quale risalta la copertura vetrata del salone.

### Interno
Dal portico si accede direttamente al salone, a doppio volume e a pianta trapezoidale, illuminato da un ampio tetto-lucernaio: il salone, con pilastri circolari a vista e pavimento a riquadri di marmo tricromo, è situato in posizione baricentrica rispetto al corpo degli uffici e a quello, a pianta circolare, dei servizi per i clienti: due vani scale conducono al piano superiore dove il corridoio centrale raccorda gli uffici della direzione (corpo circolare) con quelli amministrativi, divenendo ballatoio in corrispondenza del salone; il piano secondo presenta il medesimo impianto con, nel volume cilindrico, la sala del consiglio, e in successione la sezione informatica e la mensa. Al piano seminterrato sono situati, al primo livello, il garage e gli impianti tecnici, e al secondo l'auditorium, a pianta quadrangolare con un deambulatorio di pilastri circolari, situato al di sotto della piazza: sul lato nord sono situati i vani degli archivi (corrispondenti all'impianto dell'edificio fuori terra) mentre nel corpo cilindrico ha sede il caveau.